# Türk (Familienname)
Türk ist ein deutscher und türkischer Familienname.

## Namensträger
- Ahmet Türk (* 1942), türkischer Politiker
- Alex Türk (* 1950), französischer Politiker
- Alexander Türk (* 2001), deutscher Schauspieler
- Barbara Miklič Türk (* 1948), slowenische Politikerin (parteilos), First Lady Sloweniens (2007–2012), Ehefrau von Danilo Türk
- Carl Türk (1838–1890), deutscher Arzt
- Daniel Gottlob Türk (1750–1813), deutscher Organist, Musiktheoretiker und Komponist
- Danilo Türk (* 1952), slowenischer Jurist, Diplomat und Politiker, Präsident 2007 bis 2012
- Derya Türk-Nachbaur (* 1973), deutsche Politikerin (SPD), MdB
- Dilara Türk (* 1996), deutsch-türkische Fußballspielerin
- Eduard Türk (1852–1941), schlesisch-österreichischer Jurist und Politiker
- Elmar Türk, österreichischer Kinderarzt um 1943
- Emmy Türk (1834–1900), deutsche Autorin
- Eray Türk (* 1986), türkischer Schauspieler
- Ernst Türk (1923–1986), deutscher Landrat (SPD)
- Erwin Türk (* 1934), deutscher Fußballspieler und -trainer
- Georg Türk (* 1958), deutscher Musiker und Tontechniker
- Gerd Türk, deutscher Sänger (Tenor)
- Gustav Türk (1870–1948), deutscher Klassischer Philologe, Archäologe, Bibliothekar und Lehrer
- Hans Joachim Türk (1926–2022), deutscher Theologe
- Hans Peter Türk (* 1940), siebenbürgischer Komponist und Musikwissenschaftler
- Hasan Türk (* 1993), türkischer Fußballspieler
- Helmut Türk (* 1941), österreichischer Jurist
- Helmut Türk (Diplomat) (1920–2008), deutscher Diplomat
- Henning Türk (* 1974), deutscher Historiker
- Hikmet Sami Türk (* 1935), türkischer Rechtswissenschaftler und Politiker (DSP)
- Hubert Türk (1925–2011), deutscher Politiker (CDU)
- Jakob von Türk (1826–1912), deutscher Priester, Stiftspropst in München
- Johann Baptist Türk (1775–1841), österreichischer Freiheitskämpfer
- Johann Nikolaus Türk (1872–1942), deutscher Maler
- Jürgen Türk (* 1947), deutscher Politiker (FDP)
- K. H. Türk (Karl Heinz Türk; 1928–2001), deutscher Künstler
- Karl Türk (Rechtshistoriker) (1800–1887), deutscher Rechtshistoriker und Politiker, MdL Mecklenburg
- Karl Türk (1838–1890), deutscher Arzt und Stadtphysicus, siehe Carl Türk
- Karl Türk (Politiker, 1840) (1840–1908), österreichischer Arzt und Politiker
- Karl Heinz Türk (1926–2019), deutscher Historiker, Autor und Heimatforscher
- Klaus Türk (1944–2023), deutscher Sozialwissenschaftler
- Ludwig Philipp Christian von Türk (1772–1829), deutscher Jurist, siehe Ludwig Philipp Christian von Türcke
- Marianne Türk (1914–2003), österreichische Kinderärztin
- Markus Türk (* 1962), deutscher Musiker
- Oğuzhan Türk (* 1986), türkisch-niederländischer Fußballspieler
- Onur Türk (* 1988), türkischer Fußballspieler
- Oskar Türk (1893–1978), deutscher Politiker (FDP)
- Oskar Türk (NSDAP) (1886–1940), österreichischer Parteifunktionär (NSDAP)
- Paula Türk (1881–nach 1922), deutsche Chemikerin und Politikerin (SPD)
- Rainer Türk (1934–2020), deutscher Autor
- Renate Skoda-Türk (* 1952), österreichische HNO-Ärztin
- Richard Türk (1903–1984), deutscher Politiker (NSDAP), MdR
- Rudolf Türk (1893–1944), österreichischer Maler
- Titus Türk (1868–1952), deutscher Admiral
- Tuğba Melis Türk (* 1990), türkische Schauspielerin
- Ulrich Türk (* 1955), deutscher Musiker, Komponist, Moderator und Autor
- Volker Türk (* 1965), österreichischer Jurist und UN-Mitarbeiter
- Werner Türk (1901–1986), deutscher Schriftsteller
- Wilhelm von Türk (1774–1846), deutscher Jurist und Pädagoge
- Wilhelm Türk (Mediziner) (1871–1916), österreichischer Hämatologe
- Wilhelm Türk (Gewichtheber), österreichischer Gewichtheber
- Wolfgang Türk (Grafiker) (* 1942), deutscher Grafiker und Designer
- Wolfgang Türk (Dramaturg) (* vor 1970), deutscher Germanist, Dramaturg und Theaterhistoriker